# Svarthöna
Svarthöna (Melanoperdix niger) är en hotad hönsfågel i familjen fasanfåglar som förekommer i Sydostasien.

## Utseende och läten
Svarthönan är en 24–27 cm lång hönsfågel med en karakteristiskt kort och kraftig näbb. Hanen är helt svart, honan djupt kastanjebrun med varierande ljusare strupe och buk samt med svarta band på de inre armpennorna. Båda könen har grå ben och fötter. Lätet är dåligt känt, men tros yttra en liknande dubbel vissling som tofshönan, men även ett mörkare, knarrande ljud.

## Utbredning och systematik
Svarthönan placeras som enda art i släktet Melanoperdix. Den förekommer i Sydöstasien och delas in i två underarter med följande utbredning:
- Melanoperdix niger niger – förekommer på Malackahalvön och Sumatra
- Melanoperdix niger borneensis – förekommer på i Borneo

## Levnadssätt
Svarthönan bebor skogar i låglänta områden och förberg. Den föredrar ofta fuktigare områden. Fågeln födosöker på marken, enstaka eller i par. Den är mestadels tystlåten.

## Status och hot
IUCN kategoriserar arten som sårbar. Den tros minska kraftigt i antal till följd av omfattande habitatförstörelse. Världspopulationen uppskattas till mellan 10.000 och 20.000 vuxna individer.

## Namn
På svenska har arten även kallats svart skogshöna.